# Benzina con piombo
La benzina con piombo (talvolta impropriamente indicata come benzina "rossa") è un tipo di benzina la cui caratteristica principale è di avere addizionato, come agente antidetonante, il piombo tetraetile. È stata diffusissima fino alla fine del XX secolo, quando è stata sostituita dalla benzina senza piombo.  
Il colore rosso non è proprio del carburante, ma veniva aggiunto per distinguerlo dalla benzina priva di piombo e per sottolinearne l'impiego esclusivamente motoristico. In seguito, il rosso è passato a identificare i supercarburanti (benzina "super") ma, con la scomparsa della benzina normale (che pure conteneva piombo ma era incolore), il termine "benzina rossa" andò a descrivere la benzina con piombo in generale. 

## Caratteristiche
Prima delle normative comunitarie, ogni Paese europeo possedeva suoi standard al riguardo. Tuttavia, per consentire una facile circolazione tra i confini dei mezzi a benzina, le norme erano simili.
Riguardo al numero di ottano, dal dopoguerra le norme italiane hanno imposto questi valori
| anno di pubblicazione   | 1949           | '51            | '55            | '58            | '61            | '77            | '81            | '87        |
| norma                   | CUNA NC 620-01 | CUNA NC 620-01 | CUNA NC 620-01 | CUNA NC 620-01 | CUNA NC 620-01 | CUNA NC 620-01 | CUNA NC 620-01 | CEN EN 228 |
| ----------------------- | -------------- | -------------- | -------------- | -------------- | -------------- | -------------- | -------------- | ---------- |
| Ottano research minimo  |                |                | 79             | 83             | 83             | 84             | 84             | 95,0       |
| Ottano research massimo |                |                |                |                |                | 86             |                |            |
| Ottano motor minimo     | 65÷67          | 70÷72          |                |                |                |                |                | 85,0       |

In base al numero di ottano, erano poste in vendita due tipologie di benzina con piombo: la normale, più economica, con ottano research 84÷86 e la super o supercarburante, impiegabile in motori con rapporti di compressione più alti e dalle prestazioni migliori e più costosa, con 98÷100, negli ultimi anni ridotto a 97. Erano tuttavia possibili valori intermedi, grazie a particolari pompe che miscelavano le due specie.
Una volta abbandonata, dopo l'introduzione con successo del piombo tetraetile, nell'uso automobilistico la benzina di vecchia formulazione priva di piombo, il colore rosso passò a segnalare non più la benzina con piombo in generale, ma solo quella di qualità superiore, super, appunto, chiamandosi quella di minor qualità normale. Se per le benzine normali le proprietà antidetonanti del piombo erano meno richieste, dato il minor rapporto di compressione dei motori che le impiegavano, le sue caratteristiche lubrificanti e protettive delle sedi delle valvole rimanevano invece utili, consentendo di impiegare per le testate leghe di minori resistenza e costo.
Peculiare era la situazione del Regno Unito, dove le qualità erano di più e contrassegnate da stelle. Si aveva la benzina a 2 stelle (RON 90), 3 stelle (94), 4 stelle (97) e 5 stelle (101), abbandonata nel corso degli anni '70-'80.

## Storia
Al crescere delle preoccupazioni sulla tossicità del piombo tetraetile, dagli anni '70 gli stati occidentali cominciarono ad abbassare la concentrazione dell'antidetonante nella benzina. Nel 1971, prima delle nuove norme in materia, in ogni litro di benzina venduto nella Germania Federale erano presenti 0,635 grammi di piombo tetraetile, che era in Italia il massimo ammesso. Nel Regno Unito il limite era maggiore, con 0,84 g/l.
L'ultimo Paese a dismettere l'utilizzo su larga scala della benzina con piombo è stato l'Algeria, dove la produzione è terminata il 15 settembre 2020 e dal 1º luglio 2021 è stata vietata la vendita, una volta terminate le scorte ed eliminati i residui di piombo dagli impianti di produzione e distribuzione.

### In Italia

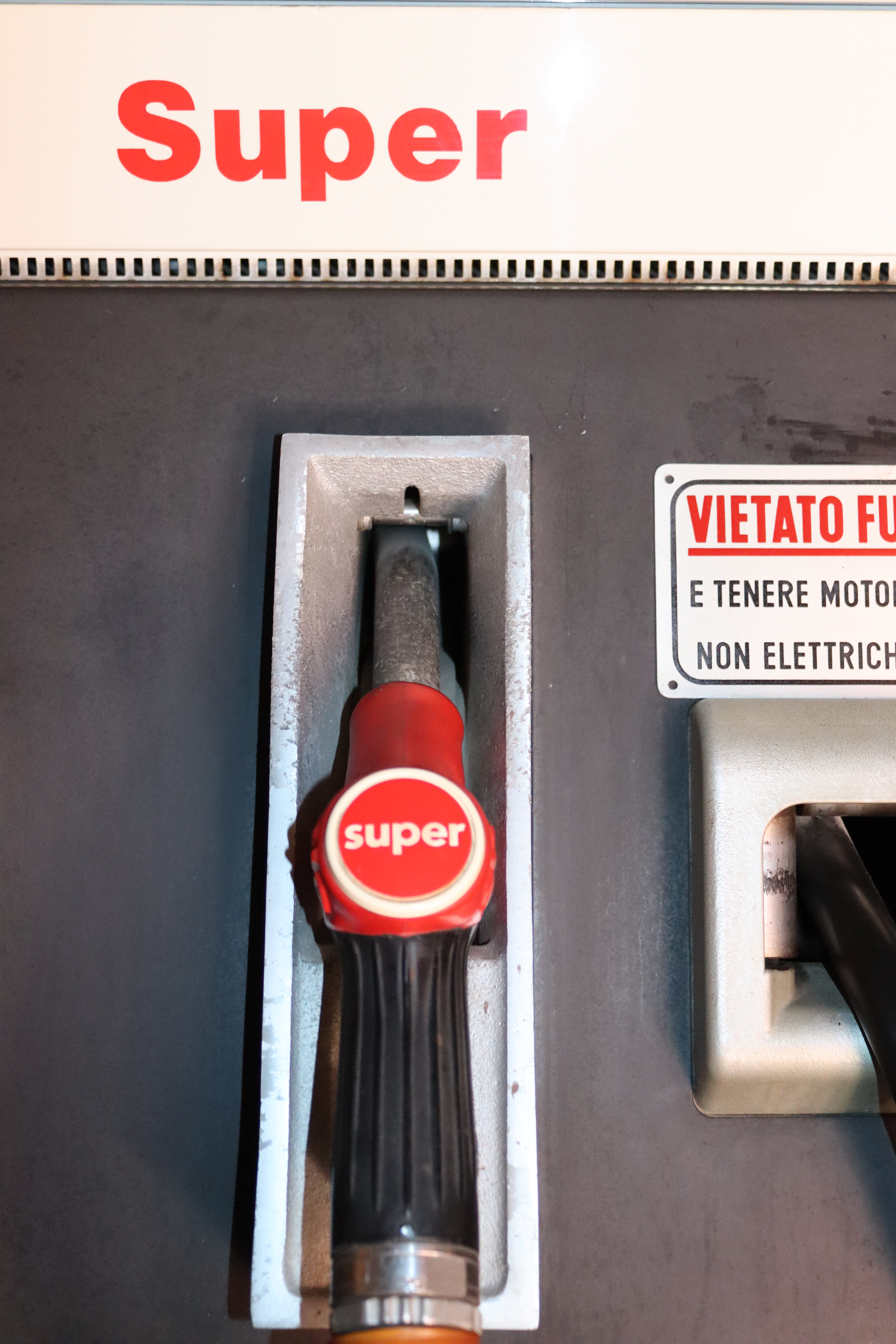
Un distributore di benzina Super con piombo ("rossa") del 1990

Il 1º luglio 1981 cominciò, su autonoma iniziativa dell'industria petrolifera, l'abbassamento della concentrazione del metallo nella benzina, portata, in linea con le direttive europee, a 0,40 grammi al litro. Il numero d'ottano nella benzina fu affetto da questo cambiamento e calò, per la super, da 98 a 97. In mancanza di un preciso indirizzo governativo in merito, si ebbero problemi sulla qualità dei carburanti, che nei primi tempi degradò talmente da generare detonazioni nei motori. Le case petrolifere, infatti, non avevano mai dovuto distillare carburanti con un così alto ottano senza ricorrere alle quantità di piombo usuali, quindi servì tempo per perfezionare le tecniche e ritornare ad un prodotto di qualità accettabile. Nel 1982 le norme comunitarie furono recepite e gli 0,40 grammi divennero il massimo ammissibile per legge, ridotto nel 1989 a 0,30 grammi e nel 1991 a 0,15, il minimo europeo per poter definire una benzina "con piombo".
La limitazione all'uso della benzina con piombo tetraetile cominciò nel 1992, con il divieto di vendita di benzina con piombo contenente un numero di ottano research inferiore a 95 e la conversione a benzina verde delle pompe che la erogavano, decretando la fine della normale, che aveva una quota di mercato di 36.000 tonnellate su un totale di 14 milioni e mezzo di tonnellate di benzina venduta. Il 1º ottobre 2001 terminò la produzione della benzina super e da quel giorno, una volta terminate le scorte, le pompe della super avrebbero erogato benzina senza piombo contaminata da quella con piombo rimasta nelle cisterne. La miscela a tenore di piombo intermedio tra "rossa" e "verde" ottenuta fu volgarmente chiamata "benzinone" e venduta a un prezzo ridotto. La super con piombo (se così si poteva ancora chiamare) continuò ad essere distribuita estesamente fino al 31 dicembre 2001; dal giorno dopo ne fu vietato il commercio, eccezion fatta «per un quantitativo massimo annuale pari allo 0,5 % delle vendite di benzina totali dell'anno precedente», destinato alle automobili storiche, poi abbassato allo 0,03 %.
Di conseguenza, la benzina verde non è l'unico tipo di benzina legale in Italia, in quanto ai proprietari di veicoli d'epoca è ancora permesso rifornirsi di carburante con piombo. Considerati i consumi nel 2018, nel 2019 la massa di benzina "rossa" vendibile legalmente è stata di 2 200 tonnellate.